# Naveta

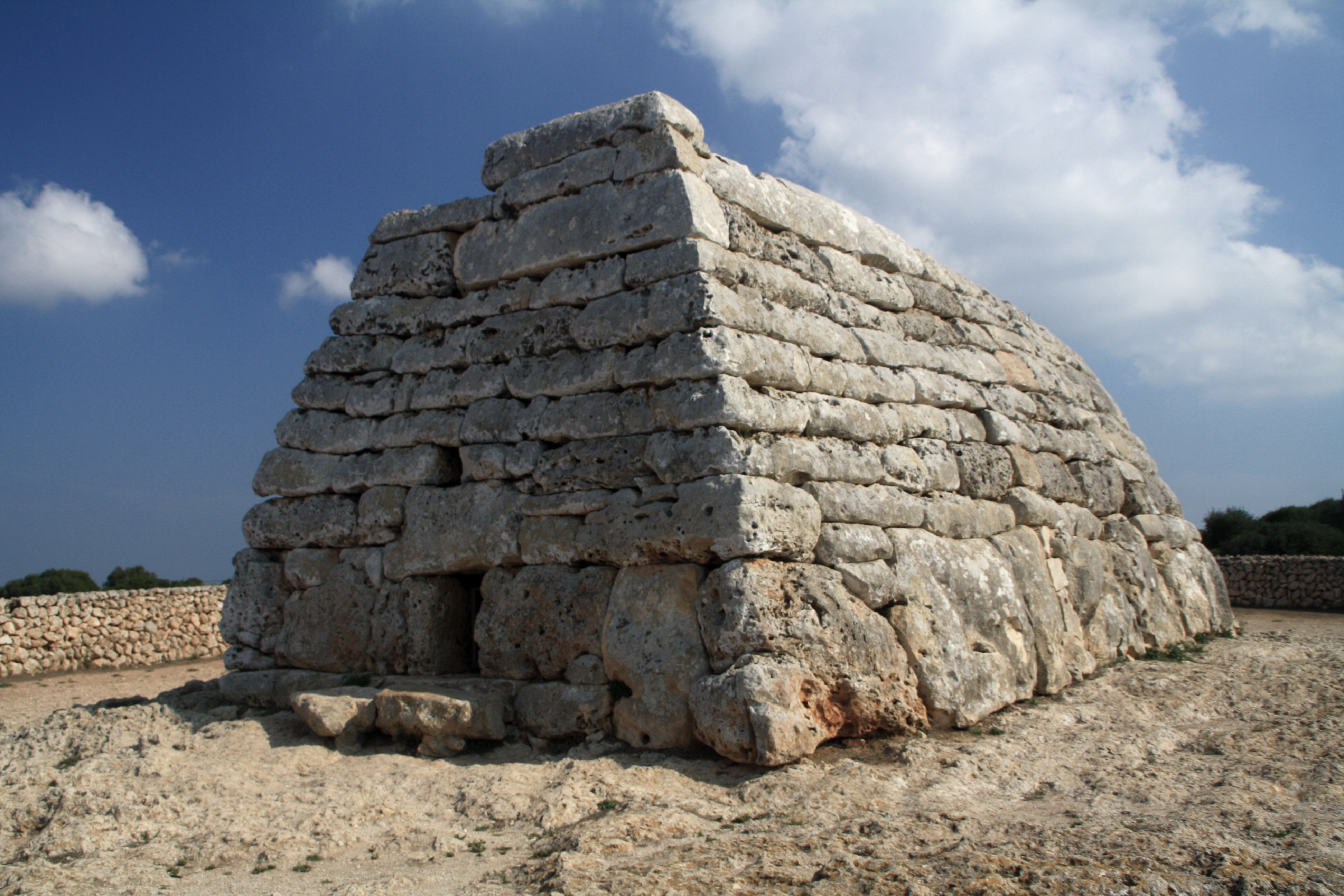
Naveta des Tudons

Navetas sind vorgeschichtliche Grabanlagen, die ausschließlich von der zu Spanien gehörenden Balearischen Insel Menorca bekannt sind. Die aus großen Steinen errichteten Bauten stammen aus der Zeit von 1130 bis 820 v. Chr., wenn es auch Hinweise darauf gibt, dass die ersten Navetas bereits um 1300 v. Chr. errichtet wurden. Ihre stärkste Nutzung fällt in die prototalayotische Phase von 1050 bis 850 v. Chr.

## Beschreibung
Die Bauwerke gehören zu den semi-megalithischen Kultanlagen, obwohl sie sehr viel später als kontinentale Äquivalente entstanden.
Zu den heute noch gut erhaltenen gehören die Navetas von Rafal Rubí bei Alaior und die Navetas von Biniac. Herausragend ist die aus Kalksteinquadern errichtete Naveta des Tudons bei Ciutadella im Westen der Insel Menorca. Sie misst außen 13,6 Meter × 5,85 Meter und ist 4,5 Meter hoch. Die ursprüngliche Höhe betrug wohl 6,0 Meter.
Vorläufer der Naveta ist die Protonaveta, ein rundes Grabbauwerk mit dreifacher Wand und ovalem Innenraum, das wiederum eine Weiterentwicklung der lokalen Dolmen darstellt. Auf Mallorca, das – anders als Menorca – nur wenige Dolmen aufweist, fand diese Entwicklung nicht statt. Protonavetas findet man zum Beispiel in Ses Arenes de Baix und Son Olivaret.

Navetas
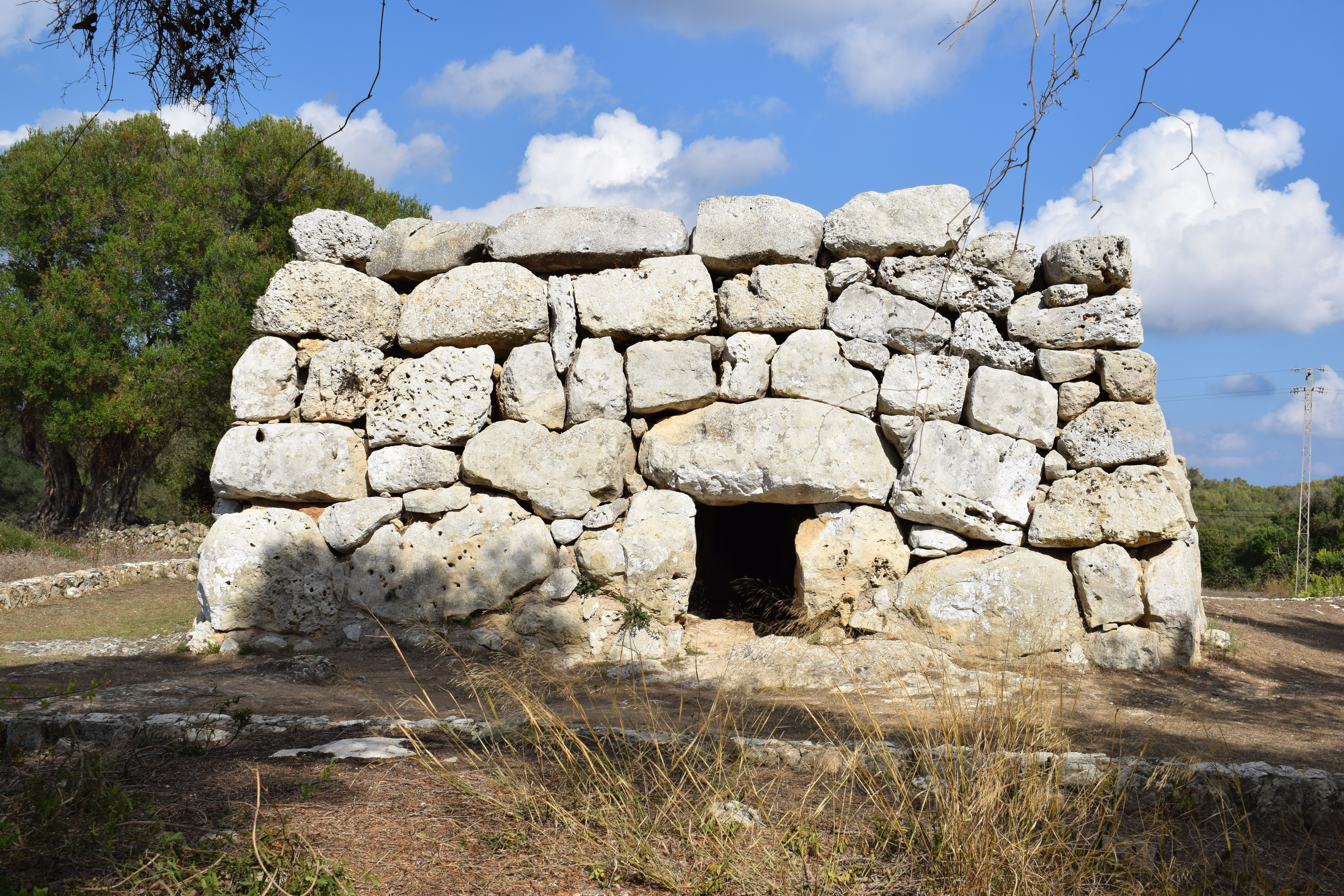
südliche Naveta von Rafal Rubí
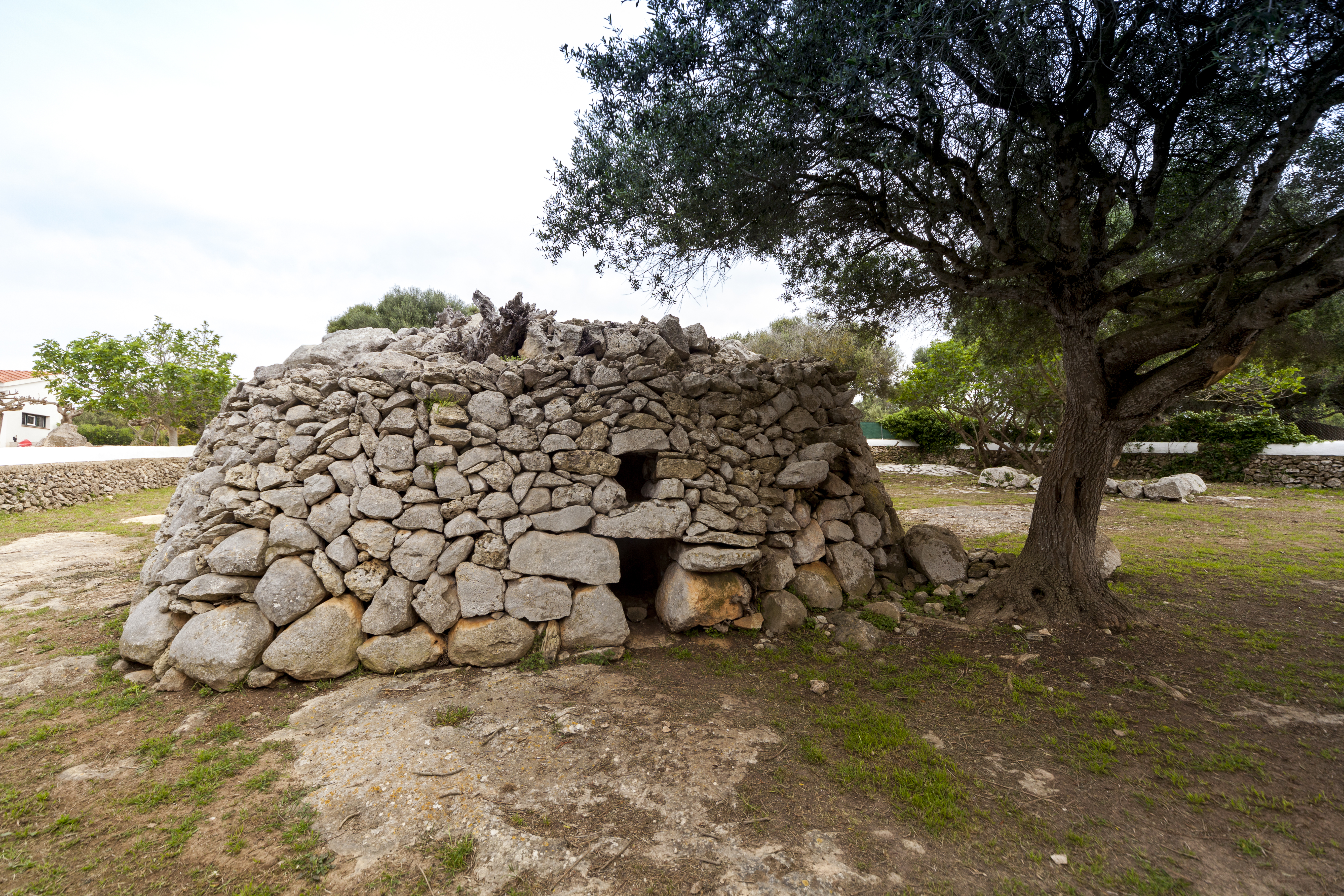
östliche Naveta von Biniac
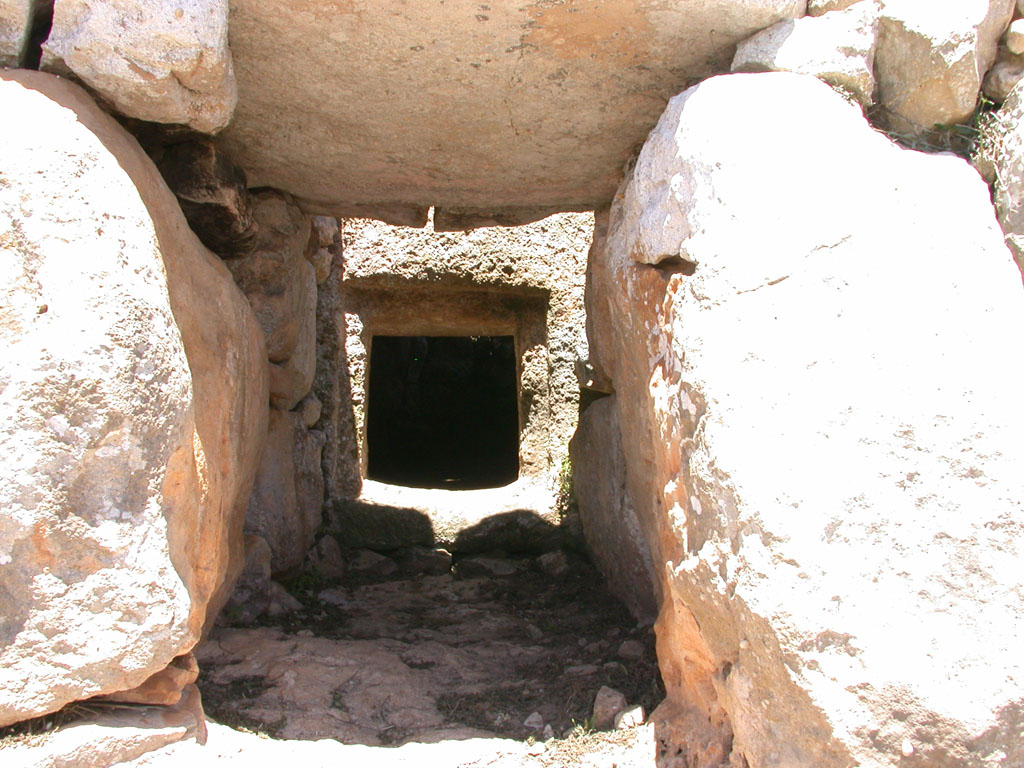
Eingang der nördlichen Naveta von Rafal Rubí
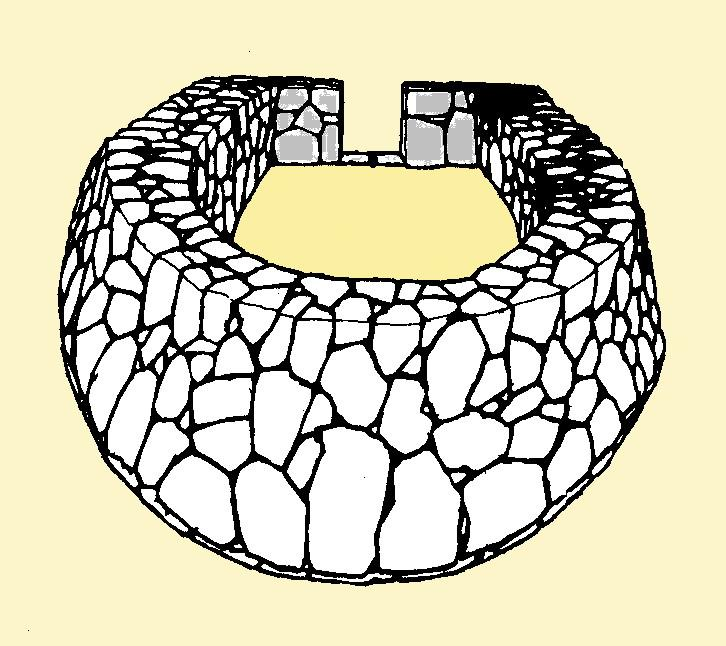
Rekonstruktion der basalen Region einer Naveta

## Form
Die Naveta hat gewöhnlich die Form eines umgekippten Schiffes, woher ihr Name stammt. Sie ist an der Bugseite apsidenförmig gerundet und an der Heckseite, wo ihr einziger Zugang liegt, stumpf. Das schmale flache Dach endet nicht in einem spitzen Kiel, sondern ist durch große Platten geschlossen. Es verjüngt sich vom Boden ausgehend in tholosartiger Manier wie ein Kraggewölbe. Es gibt aber auch Navetas mit einem runden Querschnitt. Überhaupt variiert die Struktur von Navetas stark. Sie können Einbauten haben und im Inneren horizontal unterteilt sein, wobei ein nach oben offener Schacht die untere und obere Kammer miteinander verbindet. Die Innenräume der Navetas sind länglich oval.
Die Kammern der Naveta des Tudons enthielten die Skelettreste von ca. 100 Menschen, darunter einen trepanierten Schädel. Die Begleitfunde wie z. B. Bronzearmreifen sind im Museu de Menorca in Mahon ausgestellt.

## Abgrenzung

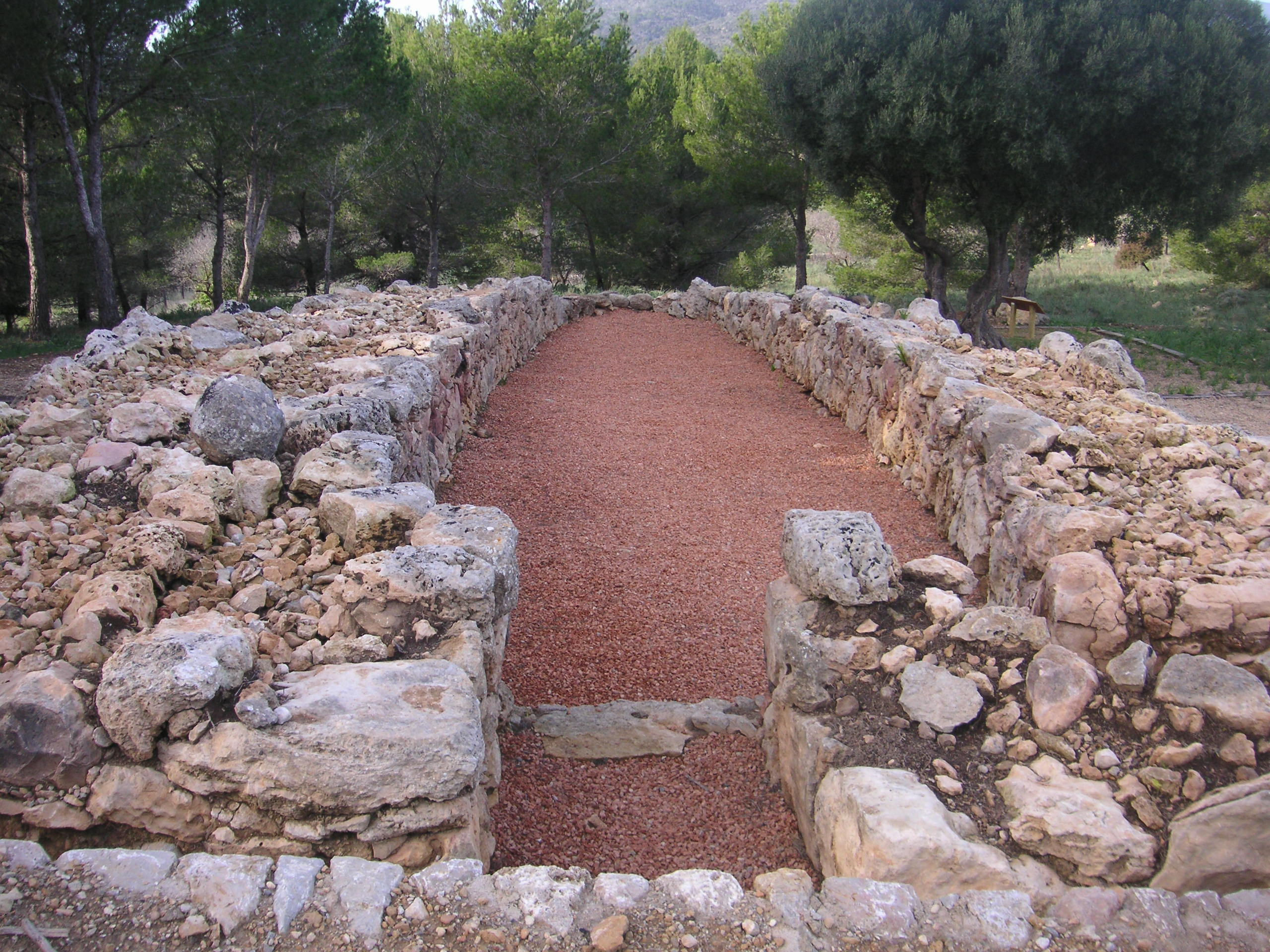
Naviforme von Alemany

Die ebenfalls schiffsförmigen Wohnhäuser des 2. Jahrtausends auf Mallorca und Menorca nennt man Naviformes oder Navetiformes.